# Panamomops affinis
Panamomops affinis là một loài nhện trong họ Linyphiidae.
Loài này thuộc chi Panamomops. Panamomops affinis được František Miller & Josef Kratochvíl miêu tả năm 1939.